# 川上五千万円念書事件
川上五千万円念書事件（かわかみごせんまんえんねんしょじけん）は1981年（昭和56年）に千葉県で発覚した汚職事件。

## 事件の経過
1981年1月11日、千葉日報と読売新聞が「川上紀一千葉県知事が同副知事在任中の1974年（昭和49年）春に東京都在住の不動産業者・深石鉄夫から知事選の選挙資金として現金五千万円を受領した。その際に『貴下の事業の発展に全面的に協力すると共に、利権等についても相談に応じます』との念書に署名しており、この念書が政財界にコピーされて出回っている」と報じた。これを皮切りに新聞・テレビなどマスコミが取材競争を展開し、1月から2月にかけて千葉県政は大混乱に陥った。
同年2月5日には臨時の県議会が開かれ真相究明が行われるなどした。同議会で釈明に立った川上知事は事実を大筋で認め「1974年（昭和49年）3月6日に現金を受領し念書に署名したと証言した。しかし、現金はその後、1975年（昭和50年）6月5日に深石の代理人だった久保田顕三に返した。念書にあるような利権は与えていない」と述べた。野党はもちろんのこと、与党の自民党県議の一部もこの弁解に承知せず、結局、川上知事は2月14日になって知事辞任の意向を表明、2月27日に開かれた臨時県議会で辞任が承認された。
辞任後も川上を再擁立しようとする動きがあり、出直し知事選挙告示日の未明まで川上派と反川上派の保守分裂が続いて漸く候補者が一本化されるという異常事態となった。4月5日に行われた知事選では副知事だった沼田武が野党統一候補に圧勝したものの、県民の間ではしらけムードが広がっており、この選挙の投票率は25.38%と全国の知事選でも史上最低（当時）であった。この間、事件は全国的にテレビと新聞を通じて報道され、その前年の総選挙をめぐって千葉県が持つ金権風土が報道されることとなった。

## 事件に対する疑惑
この事件では以下のような疑問や疑惑が残された。
- 川上元県知事がなぜ深石の念書にサインしたり現金を受け取ったか。
- 念書の文章の一部が改竄されたのではないか[5]。
- 当時の県保守政界の実力者であった菅野儀作・参議院議員が念書のコピーを入手したため、1980年（昭和55年）12月に菅野が川上知事にそれとなく2期目で退任するよう進める密会が行われたのではないか。
- 成田空港への航空燃料輸送問題をめぐり川上と塩川正十郎運輸大臣が会談した際に川上が強硬な姿勢をとったため、両者を取り持っていた菅野儀作の面目が潰されたことが事件の背景にあるのではないか[3][6]。

なお、菅野は事件発覚直後の1月25日に死去したが、同時に公表された声明文で「良識に従って行動されることを待つのみ」として川上に自発的な辞任を求め「今回の事件は、川上知事個人の問題ばかりでなく、自民党全員に対する警鐘でもある。不肖、菅野儀作も自民党の一員として謙虚に反省し、戦後一貫して保守県政を支持して下さった県民に対し、再びかかる不祥事を起こさないよう、そして自民党に対する信頼を再び得るよう、私に残された政治生命のすべてを捧げることをお誓いする」と結んでいる。